# Воскресенский, Евгений Юрьевич
Евге́ний Ю́рьевич Воскресе́нский (10 января 1990, Братск, Иркутская область) — российский саночник, выступающий за сборную России с 2008 года. Серебряный призёр молодёжного чемпионата мира, многократный призёр национального первенства и различных этапов Кубка наций, мастер спорта.

## Биография
Евгений Воскресенский родился 10 января 1990 года в городе Братск, Иркутская область. Активно заниматься санным спортом начал в местной детско-юношеской школе олимпийского резерва ещё в десятилетнем возрасте, по собственному признанию, выбрал эту дисциплину из-за любви к зиме: «Я очень люблю зиму: это моё любимое время года. Обожаю снег и мороз! В детстве постоянно катался на санях в овраге, бегал на лыжах». Карьера саночника резко пошла вверх в 2006 году после победы на юниорском чемпионате России в Красноярске, за этим последовало серебро на III Спартакиаде учащихся, зачисление в состав национальной сборной и поездки на крупные международные соревнования. В сезоне 2009/10 Воскресенский дебютировал на Кубке мира, пробившись в команду через Кубок наций и заняв в общем зачёте семнадцатое место. Планировал поехать защищать честь страны на Олимпийские игры в Ванкувер, но уступил в конкурентной борьбе Степану Фёдорову. В 2011 году впервые поучаствовал в заездах взрослого чемпионата мира, на трассе в итальянской Чезане финишировал двадцатым.
На молодёжном чемпионате мира 2012 года в немецком Альтенберге выиграл серебряную медаль, тогда как на этапах Кубка наций завоевал бронзовые медали на трассах в швейцарском Санкт-Морице и латвийской Сигулде, а также одну золотую на трассе в канадском Калгари, однако лидеры сборной Альберт Демченко и Виктор Кнейб в этих заездах участия не принимали.
С 2007 года Евгений Воскресенский является студентом Байкальского государственного университета экономики и права, обучается на факультете налогов и налогообложения, поэтому после окончания карьеры профессионального спортсмена планирует работать в экономической сфере, не исключает, что станет бухгалтером. На данный момент работает также спортсменом-инструктором в братской специализированной детско-юношеской спортивной школе олимпийского резерва «Олимп». В свободное от санного спорта время увлекается чтением книг и рыбалкой.